# Douglas Costa
Douglas Costa de Souza (Sapucaia do Sul, 1990. szeptember 14. –), legtöbbször Douglas Costa vagy egyszerűen Douglas, brazil válogatott labdarúgó, az amerikai LA Galaxy játékosa. 2015 nyarán 30 millió euróért váltott klubot. Brazíliával szerepelt Világbajnokságon és Copa Americán is. Ballábas játékos, több poszton is bevethető.

## Pályafutása
Grêmio
Douglas Costa a Grêmio csapatában kezdte pályafutását. A felnőttek között 18 évesen mutatkozott be egy Botafogo elleni mérkőzésen 2008-ban. Costa ezen a mérkőzésen betalált és győzelemhez segítette csapatát. Nevelőegyesületében 38 meccsen léphetett pályára és itt figyelt fel rá az ukrán Sahtar Doneck.
Sahtar Doneck
2009-2010-es szezon
2010 januárjában 6 millió Euró ellenében költözött az ukrán városba és 5 éves szerződést kötöttek a felek. Első mérkőzését az Európa Ligában játszotta, ahol a címvédő Sahtar alulmaradt a Fulham csapatával szemben. Az első fél szezonja így is sikeresnek mondható. A brazil játékos 15 tétmeccsen 5 gólt jegyzett és bajnoki címet ünnepelhetett. A Sahtar 6 pontos előnnyel nyerte meg az ukrán Premier League 2009-2010-es idényét és ezzel sikeresen kvalifikálták magukat a Bajnokok Ligája csoportkörébe.
2010-2011-es szezon
Douglas első teljes európai idényében 38 tétmérkőzést játszott és ezeken 7 alkalommal vette be az ellenfelek kapuját. Betalált a Bajnokok Ligájában is a Braga ellen. Csapata triplázni tudott, hiszen a bajnokságban megvédte címét, emellett az Ukrán Kupát és a Szuperkupát is begyűjtötték.
2011-2012-es szezon
A 2011-2012-es szezont vereséggel kezdte a Sahtar, méghozzá a Szuperkupa döntőjében, a Dinamo Kijev ellen. Ezt követően a csapat javított és az Ukrán Kupában, valamint a bajnokságban is megvédte címét. Douglas Costa 34 mérkőzésen 6 gólt jegyzett, mindet a bajnokságban. A brazil játékos tehát harmadik szezonjában, harmadszor lett bajnok Ukrajnában.
2012-2013-as szezon
Ebben a szezonban a Sahtar már európai szinten is bizonyítani tudott. A Bajnokok Ligájában a Juventus mögött csoportmásodikként továbbjutottak a legjobb 16 közé, kiejtették ezzel a címvédő Chelsea csapatát. Igaz Douglas Costa ebben nem játszott kulcsszerepet, hiszen mindössze 23 percet játszott a sorozat csoportkörében. A legjobb 8 közé kerülésért a német Borussia Dortmund volt az ellenfél. Costa gólt szerzett a párharc során, de a továbbjutást nem tudta kiharcolni csapatával a későbbi döntős ellen. Douglas a szezont 7 találattal zárta, többek között a Szuperkupa döntőjében is betalált. A Sahtar ismét bajnok lett, megnyerte a kupát és a szuperkupát is.
2013-2014-es szezon
A 2013-2014-es szezont a csapat egy FK Csornomorec Odesza ellen megnyert Szuperkupa döntővel kezdte. Ezt követően a bajnoki címet is megnyerték. Douglas Costa 5. bajnoki aranyát ünnepelhette. A kupában most nem jött össze a végső siker és a Bajnokok Ligájában sem élték meg a tavaszt. A csoportban megszerzett harmadik hely azt jelentette, hogy az Európa Ligában azért folytathatták a versengést. Komoly sikert ez a sorozat sem hozott azonban a donyecki csapatnak, hiszen a FC Viktoria Plzeň jelentette a végállomást. Costa ebben a szezonban 39 meccsen 7 gólt szerzett és 9 gólpasszt is kiosztott.
2014-2015-ös szezon
Douglas Costa utolsó szezonját töltötte a Sahtar Doneck-nél. A csapat hosszú évek óta először lemaradt a bajnoki címről, ráadásul a kupában sem sikerült javítani. A Szuperkupa győzelem mellett a Bajnokok Ligája őszi szezonja jelenthetett vigaszt a csapat szurkolóinak. A Sahtar második lett csoportjában a Porto mögött és ismét a legjobb 16 közé került. A sorsolásuk nem volt kedvező, hiszen a Bayern München volt az ellenfél. A döntetlennel lehozott első mérkőzés után Németországban 7 gólt kapott a csapat. Douglas Costa szempontjából azért mégsem lehet teljes kudarcként elkönyvelni a párharcot, hiszen a bajorok felfigyeltek a brazil játékosra és a következő szezonra le is igazolták.
Bayern München
2015-2016-os szezon
A csapatváltás nagyon jól kezdődött. Costa betalált a Szuperkupa döntőjében és az első Bundesliga mérkőzésén is. A góljai mellett elsősorban remek előkészítései miatt lett hamar nagy kedvenc Münchenben. Első 13 mérkőzésen 12 gólnál adta ő az utolsó passzt, így az érte kiadott 30 millió Euró megtérülni látszott. A szezon második felében egy izomsérülés után már nem tudta ugyanezt a színvonalat hozni, de az első szezonja így is biztató volt 43 mérkőzésen szerzett 7 góljával és 14 gólpasszával. A csapat a Kupában és a Bundesligában is aranyérmes lett
2016-2017-es szezon
A jól induló müncheni karrier a második szezonban kicsit visszaesni látszott. A Pep Guardiola helyét átvevő Carlo Ancelotti inkább a rutinos Franck Ribéry-t favorizálta a balszélen, Costa pedig a kispadra szorult. A kevesebb játékidő ellenére a brazil játékos ugyanúgy 7 gólt szerzett, mint az ezt megelőző szezonban. A kezdetben jó kapcsolat hamar megromlott, amikor Costa a nyilvánosság előtt panaszkodott a kevés lehetőség miatt. A bajnoki cím ellenére tehát egyértelmű volt a klubváltás. Több kérője is volt, végül a Juventus igazolta le őt, ekkor még csak kölcsönbe.
Juventus
2017-2018-as szezon
A torinói csapat ekkoriban egyeduralkodó volt az olasz Serie A-ban, de a nemzetközi sikerek nem akartak összejönni. Douglas Costa első idényében 47 alkalommal játszott Massimiliano Allegri irányítása alatt. Ezeken a meccseken 6 gólt jegyzett és 13 assziszt fűződik a nevéhez. Ez a teljesítmény arra ösztönözte a klubvezetőséget, hogy kifizesse a brazil játékos vételárát, ami 40 millió Euró volt. A csapat remek tavaszi teljesítményének hála megszerezte a bajnoki címet, az Olasz Kupában pedig gólt sem kapva lett aranyérmes.
2018-2019-es szezon
Cristiano Ronaldo érkezésével Douglas Costa helyzete gyorsan megváltozott a klubnál. Hiába a jól sikerült bemutatkozó szezon és a magas átigazolási díj, a szezon nagy részében csereként számított rá edzője. Ez a teljesítményére is rányomta a bélyegét, hiszen mindössze 1 gólt és 1 gólpasszt tudott felmutatni 25 tétmeccs során. Igaz csupán 7 bajnokin játszhatott kezdőként. Costa profi pályafutása során első alkalommal jutott a kiállítás sorsára, ráadásul az eset olyan súlyos volt, hogy 4 meccses eltiltást kapott és nyilvánosság előtt kért bocsánatot mindenkitől. A Juventus bajnok tudott lenni, de sem a kupában, sem a Bajnokok Ligájában nem jött össze a kitűzött cél. A kupában az Atalanta ejtette ki a csapatot, a nemzetközi porondról pedig az Ajax.
2019-2020-as szezon
A világjárvány miatt félbeszakított, majd nyáron befejezett szezonban Costa jobb formát mutatott. A Bajnokok Ligájában mindössze 1 meccsen szerepelhetett, de azon megszerezte első BL-gólját a zebrák mezében. A Juventus ebben a szezonban is bajnok lett, Costa ehhez a címhez 1 góllal és 5 gólpasszal járult hozzá.
Bayern München
2020-2021-es szezon
Az átigazolási időszak lejárta előtt Douglas Costa kisebb meglepetésre visszatért a Bayern München csapatához, egy 1 éves kölcsönszerződés keretein belül. A német rekordbajnok minden megszerezhető címet bezsebelt az ezt megelőző szezonban. Costa kiegészítő embernek számított a csapatban, amely a Bundesliga elsőség mellé a Klubvilágbajnokság trófeáját is megszerezte. Costa minden sorozatot figyelembevéve 1 gólt szerzett és 3 alkalommal készített elő.
Grêmio
2021
Costa a szerződés lejárta után nem tért vissza Torinóba, hanem Brazíliába szerződött a Grêmio együtteséhez ismét kölcsönbe. Costa 28 mérkőzésen 3 góllal és 2 gólpasszal segítette nevelőegyesületét a szezonban.
LA Galaxy
2022
A következő állomás Los Angeles volt a brazil játékos pályafutásában. 2022 februárjában írt alá a Galaxy csapatához, ahol a Beckham-szabály értelmében a fizetési csapkánál magasabb honoráriumot kaphat. Costa a Juventus kölcsönjátékosaként szerepelhet az MLS-ben, majd torinói szerződése lejártakor az amerikai csapat játékosa lesz.

## Nemzetközi karrier
Costa 31 alkalommal ölthette magára a Brazil Válogatott mezét. A 2015-ös Copa America során gólt is szerzett, de a 2018-as Világbajnokságon is kerettag volt. Összességében 3 gólt szerzett a brazilok színeiben.

## Statisztika
2019. április 10-i állapot szerint.
| Klub                 | Szezon           | Bajnokság | Bajnokság | Kupa  | Kupa  | Nemzetközi | Nemzetközi | Egyéb | Egyéb | Összes | Összes |
| Klub                 | Szezon           | Mérk.     | Gólok     | Mérk. | Gólok | Mérk.      | Gólok      | Mérk. | Gólok | Mérk.  | Gólok  |
| -------------------- | ---------------- | --------- | --------- | ----- | ----- | ---------- | ---------- | ----- | ----- | ------ | ------ |
| Grêmio               | 2008             | 6         | 1         | —     | —     | —          | —          | —     | —     | 6      | 1      |
| Grêmio               | 2009             | 22        | 1         | —     | —     | 2          | 0          | 7     | 0     | 31     | 1      |
| Grêmio               | Összesen         | 28        | 2         | —     | —     | 2          | 0          | 7     | 0     | 37     | 2      |
| Shakhtar Donetsk     | 2009–10          | 13        | 5         | —     | —     | 2          | 0          | —     | —     | 15     | 5      |
| Shakhtar Donetsk     | 2010–11          | 27        | 5         | 1     | 0     | 10         | 2          | 1     | 0     | 42     | 7      |
| Shakhtar Donetsk     | 2011–12          | 27        | 6         | 1     | 0     | 5          | 0          | 1     | 0     | 37     | 7      |
| Shakhtar Donetsk     | 2012–13          | 27        | 5         | 1     | 0     | 5          | 1          | 1     | 1     | 36     | 7      |
| Shakhtar Donetsk     | 2013–14          | 27        | 4         | 1     | 1     | 8          | 2          | 1     | 0     | 39     | 7      |
| Shakhtar Donetsk     | 2014–15          | 20        | 4         | 4     | 0     | 8          | 1          | —     | —     | 33     | 5      |
| Shakhtar Donetsk     | Összesen         | 141       | 29        | 8     | 1     | 38         | 6          | 4     | 1     | 191    | 37     |
| Bayern München       | 2015–16          | 27        | 4         | 4     | 1     | 11         | 2          | 1     | 0     | 43     | 7      |
| Bayern München       | 2016–17          | 23        | 4         | 2     | 1     | 9          | 2          | 0     | 0     | 34     | 7      |
| Bayern München       | Összesen         | 50        | 8         | 6     | 2     | 20         | 4          | 1     | 0     | 77     | 14     |
| Juventus (kölcsönbe) | 2017–18          | 31        | 4         | 5     | 2     | 10         | 0          | 1     | 0     | 47     | 6      |
| Juventus             | 2018–19          | 17        | 1         | 2     | 0     | 5          | 0          | 1     | 0     | 25     | 1      |
| Juventus             | Összesen         | 48        | 5         | 7     | 2     | 15         | 0          | 2     | 0     | 72     | 7      |
| Karrier Összesen     | Karrier Összesen | 267       | 44        | 21    | 5     | 75         | 10         | 14    | 1     | 377    | 60     |

### Válogatott
2018. november 20-án lett frissítve
| Brazília | Brazília        | Brazília |
| Év       | Pályára lépések | Gólok    |
| -------- | --------------- | -------- |
| 2014     | 2               | 0        |
| 2015     | 13              | 2        |
| 2016     | 4               | 1        |
| 2017     | 3               | 0        |
| 2018     | 9               | 0        |
| Összesen | 31              | 3        |

### Válogatott góljai
| #  | Dátum              | Helyszín                                       | Ellenfél | Gólja | Végeredmény | Kiírás                   |
| -- | ------------------ | ---------------------------------------------- | -------- | ----- | ----------- | ------------------------ |
| 1. | 2015. június 14.   | Estadio Municipal Germán Becker, Temuco, Chile | Peru     | 2–1   | 2–1         | Copa América             |
| 2. | 2015. november 17. | Itaipava Arena Fonte Nova, Salvador, Brazília  | Peru     | 1–0   | 3–0         | Világbajnokság-selejtező |
| 3. | 2016. március 26.  | Itaipava Arena Pernambuco, Recife, Brazília    | Uruguay  | 1–0   | 2–2         | Világbajnokság-selejtező |

## Sikerei, díjai

### Klub
- Sahtar Doneck
  - Ukrán labdarúgó-bajnokság: 2009-10, 2010-11, 2011-12, 2012-13, 2013-14
  - Ukrán kupa: 2011, 2012, 2013
  - Ukrán szuperkupa: 2010, 2012, 2013
- Bayern München
  - Német bajnok: 2015-16, 2016-17, 2020-21
  - Német kupa: 2016
  - FIFA-klubvilágbajnokság: 2020
- Juventus
  - Olasz bajnok: 2017-18, 2018-19, 2019-20
  - Olasz kupa: 2018
  - Olasz szuperkupa: 2018

#### A válogatottban
- Brazília
  - Dél-amerikai ifjúsági labdarúgó-bajnokság: 2009